# Carboxygruppe

Die Carboxygruppe (blau markiert) als funktionelle Gruppe einer Carbonsäure (R = Wasserstoffatom oder ein Organyl-Rest, wie Alkyl- oder Aryl-Rest etc.).

Die Carboxygruppe (ältere, immer noch verwendete Bezeichnung Carboxylgruppe, auch Carbonsäuregruppe) ist in der Chemie die funktionelle Gruppe –COOH der Carbonsäuren. Der Name leitet sich formal aus der Kombination der beiden enthaltenen Elemente Carbonylgruppe und Hydroxygruppe her.
Das Carboxykohlenstoffatom trägt ein doppeltgebundenes Sauerstoffatom und eine einfach gebundene Hydroxygruppe. Aufgrund der Elektronegativitätsdifferenz zwischen dem Sauerstoff und Kohlenstoff trägt das Kohlenstoffatom eine positive Partialladung. Daher ist das Carboxylkohlenstoffatom leicht nukleophil angreifbar. Die Hydroxyeinheit der Carboxygruppe ist verhältnismäßig sauer, das Proton wird leicht an einen entsprechenden Partner abgegeben. Diese im Vergleich zu Alkoholen erhöhte Acidität (Säurestärke) liegt in der Resonanzstabilisierung der korrespondierenden Base, dem negativ geladenen Carboxylat-Anion, begründet. Im Carboxylat-Anion sind die Sauerstoffatome gleichwertig, das heißt, die negative Ladung ist auf beide Sauerstoffatome verteilt und beide C–O-Bindungen besitzen partiellen Doppelbindungscharakter.

Dimerbildung bei der Essigsäure durch gestrichelt blau gezeichnete Wasserstoffbrückenbindungen.

Carbonsäuren liegen in Lösung und in Kristallform oft als Dimere vor, dabei werden Carbonyl- und Hydroxylsauerstoff zweier verschiedener Moleküle durch das Hydroxyproton wasserstoffverbrückt. Die Paarbildung erlaubt dabei die Ausbildung von zwei Wasserstoffbrücken pro Dimer.
Carboxygruppen sind als Bestandteil von Carbon- und Aminosäuren eine der in der Natur am häufigsten vorkommenden funktionellen Gruppen.